# Sergiu Suciu
Sergiu Suciu (Satu Mare, 8 maggio 1990) è un calciatore rumeno, centrocampista dell'Acireale.

## Caratteristiche tecniche
Dotato di notevole fisicità e intelligenza tattica, sa rendersi incisivo sotto porta grazie a un buon piede destro. Pur avendo giocato spesso come regista difensivo, trequartista o esterno offensivo grazie alla sua notevole versatilità, ha dichiarato che il suo ruolo più congeniale è quello di centrocampista centrale.

## Carriera

### Club
Trasferitosi in Italia con i suoi genitori a 13 anni, nel 2003 viene tesserato dal Torino del presidente Franco Cimminelli, nonostante non potesse ancora disputare gare ufficiali, perché privo del permesso di soggiorno.
Dopo numerosi anni trascorsi nelle giovanili granata, si impone come uno dei migliori giocatori del Torneo di Viareggio 2009, segnando una doppietta nella seconda giornata della Fase a gironi contro il Bologna, chiuso dai granata al terzo posto.
Dopo essere stato chiamato più volte in panchina con la prima squadra, ha debuttato in Serie A il 31 maggio 2009 a Roma nella partita Roma-Torino (3-2), sostituendo dall'inizio del secondo tempo Tommaso Vailatti.
Dopo la retrocessione in Serie B, nel 2009-2010 la società lo cede in prestito in Seconda Divisione al Legnano del suo precedente allenatore delle giovanili Beppe Scienza. Il 1º febbraio 2010 viene richiamato dal prestito per disputare il Torneo di Viareggio e terminare la stagione in granata, ma il 16 febbraio seguente la sua stagione termina anzitempo a causa di un grave infortunio al legamento crociato anteriore del ginocchio sinistro..
Nel gennaio del 2011, dopo una prima parte di stagione si trasferisce ancora in prestito al Gubbio in Prima Divisione, con cui gioca 9 partite.
Dopo aver ottenuto il passaporto italiano nell'estate 2011, viene inserito nella rosa per la stagione 2011-2012 e, sotto la guida di Gian Piero Ventura, esordisce in Serie B il 24 settembre 2011, subentrando al 77' a Giuseppe Vives nel match contro la Nocerina. Segna il primo gol in maglia granata nella vittoria per 1-2 nella trasferta di Genova contro la Sampdoria, in quella partita che segna il suo debutto come titolare nel Torino e nel corso della quale si procura però anche un infortunio che lo tiene lontano dai campi di gioco per circa 45 giorni.
Il 26 maggio 2012, in occasione della partita AlbinoLeffe - Torino, subisce un gravissimo infortunio al ginocchio, con rottura dei legamenti.
Il 31 gennaio 2013 passa in prestito alla Juve Stabia in Serie B. Esordisce da titolare il 2 febbraio nella trasferta di Vicenza, restando in campo tutti i 90 minuti e sfoggiando una grande prestazione decisiva per la vittoria 2-1 delle ''Vespe''. Segna il suo primo gol il 19 maggio nell'incontro esterno contro il Crotone (rete del momentaneo 1-3).
Ritorna a Torino a fine stagione ma l'8 luglio viene di nuovo girato in prestito ai campani. L'anno seguente viene ceduto in prestito al Crotone.
Il 5 agosto 2015 si trasferisce al Lecce in Lega Pro con obbligo di riscatto in favore del club giallorosso in caso di promozione in Serie B.
A gennaio 2016 passa in prestito alla Cremonese dove colleziona 16 presenze senza segnare reti.
In estate si accasa al Pordenone dove gioca 34 volte e segna un gol, contribuendo alla qualificazione dei neroverdi ai play-off promozione dove la corsa dei friulani termina in semifinale contro il Parma ai rigori.
Al termine della stagione viene ingaggiato dal Venezia. Trova il suo primo gol con la maglia del Venezia il 27 aprile 2018 in occasione della partita in casa contro il Palermo.
Nell'estate 2022 si accasa alla Torres, in Serie C. In Sardegna però, trova pochissimo spazio ed il 29 dicembre, il club rossoblù comunica attraverso i propri canali, di aver ceduto il giocatore al Trento, sempre in terza serie. Il 5 ottobre del 2024 viene ufficializzato attraverso i propri canali dall'Acireale club militante nel campionato di Serie D.

### Nazionale
Con la nazionale rumena Under-19 ha preso parte al Campionato europeo di calcio Under-19.
Il 3 giugno 2011 ha preso parte alla partita Romania under 21-Kazakistan under 21 (0-0) valevole per le qualificazioni agli Europei di categoria.

## Statistiche

### Presenze e reti nei club
Statistiche aggiornate al 7 maggio 2024.
| Stagione           | Squadra            | Campionato         | Campionato | Campionato | Coppe nazionali | Coppe nazionali | Coppe nazionali | Coppe continentali | Coppe continentali | Coppe continentali | Altre coppe | Altre coppe | Altre coppe | Totale | Totale |
| Stagione           | Squadra            | Comp               | Pres       | Reti       | Comp            | Pres            | Reti            | Comp               | Pres               | Reti               | Comp        | Pres        | Reti        | Pres   | Reti   |
| ------------------ | ------------------ | ------------------ | ---------- | ---------- | --------------- | --------------- | --------------- | ------------------ | ------------------ | ------------------ | ----------- | ----------- | ----------- | ------ | ------ |
| 2008-2009          | Torino             | A                  | 1          | 0          | CI              | 0               | 0               | -                  | -                  | -                  | -           | -           | -           | 1      | 0      |
| 2009-gen. 2010     | Legnano            | 2D                 | 16         | 1          | CI-LP           | 0               | 0               | -                  | -                  | -                  | -           | -           | -           | 16     | 1      |
| gen.-giu. 2010     | Torino             | B                  | 0          | 0          | CI              | 0               | 0               | -                  | -                  | -                  | -           | -           | -           | 0      | 0      |
| 2010-gen. 2011     | Torino             | B                  | 0          | 0          | CI              | 0               | 0               | -                  | -                  | -                  | -           | -           | -           | 0      | 0      |
| gen.-giu. 2011     | Gubbio             | 1D                 | 9          | 0          | CI+CI-LP        | 0+0             | 0               | -                  | -                  | -                  | SL-1D       | 1           | 0           | 10     | 0      |
| 2011-2012          | Torino             | B                  | 4          | 1          | CI              | 1               | 0               | -                  | -                  | -                  | -           | -           | -           | 5      | 1      |
| 2012-gen. 2013     | Torino             | A                  | 1          | 0          | CI              | 1               | 0               | -                  | -                  | -                  | -           | -           | -           | 2      | 0      |
| Totale Torino      | Totale Torino      | Totale Torino      | 6          | 1          |                 | 2               | 0               |                    | -                  | -                  |             | -           | -           | 8      | 1      |
| gen.-giu. 2013     | Juve Stabia        | B                  | 11         | 1          | CI              | 0               | 0               | -                  | -                  | -                  | -           | -           | -           | 11     | 1      |
| 2013-2014          | Juve Stabia        | B                  | 25         | 2          | CI              | 2               | 0               | -                  | -                  | -                  | -           | -           | -           | 27     | 2      |
| 2014-2015          | Crotone            | B                  | 30         | 0          | CI              | 1               | 0               | -                  | -                  | -                  | -           | -           | -           | 31     | 0      |
| 2015-gen. 2016     | Lecce              | LP                 | 8          | 0          | CI+CI-LP        | 1+3             | 0               | -                  | -                  | -                  | -           | -           | -           | 12     | 0      |
| gen.-giu. 2016     | Cremonese          | LP                 | 14         | 0          | CI+CI-LP        | 0+2             | 0               | -                  | -                  | -                  | -           | -           | -           | 16     | 0      |
| 2016-2017          | Pordenone          | LP                 | 34+6       | 1          | CI+CI-LP        | 2+0             | 0               | -                  | -                  | -                  | -           | -           | -           | 42     | 1      |
| lug. 2017          | Pordenone          | C                  | 0          | 0          | CI+CI-C         | 1+0             | 0               | -                  | -                  | -                  | -           | -           | -           | 1      | 0      |
| Totale Pordenone   | Totale Pordenone   | Totale Pordenone   | 34+6       | 1          |                 | 3               | 0               |                    | -                  | -                  |             | -           | -           | 43     | 1      |
| ago. 2017-2018     | Venezia            | B                  | 26+1       | 1          | CI              | 0               | 0               | -                  | -                  | -                  | -           | -           | -           | 27     | 1      |
| 2018-2019          | Venezia            | B                  | 16+1       | 0          | CI              | 0               | 0               | -                  | -                  | -                  | -           | -           | -           | 17     | 0      |
| 2019-2020          | Venezia            | B                  | 14         | 0          | CI              | 0               | 0               | -                  | -                  | -                  | -           | -           | -           | 14     | 0      |
| Totale Venezia     | Totale Venezia     | Totale Venezia     | 56+2       | 1          |                 | 0               | 0               |                    | -                  | -                  |             | -           | -           | 58     | 1      |
| 2020-2021          | Juve Stabia        | C                  | 10+1       | 0          | CI              | 0               | 0               | -                  | -                  | -                  | -           | -           | -           | 11     | 0      |
| Totale Juve Stabia | Totale Juve Stabia | Totale Juve Stabia | 46+1       | 3          |                 | 2               | 0               |                    | -                  | -                  |             | -           | -           | 49     | 3      |
| 2021-gen. 2022     | Chindia Târgoviște | L1                 | 8          | 0          | CR              | 3               | 0               | -                  | -                  | -                  | -           | -           | -           | 11     | 0      |
| gen.-giu. 2022     | Pistoiese          | C                  | 13+2       | 2+1        | CI-C            | 0               | 0               |                    | -                  | -                  |             | -           | -           | 15     | 3      |
| 2022-gen. 2023     | Torres             | C                  | 9          | 0          | CI-C            | 1               | 0               | -                  | -                  | -                  | -           | -           | -           | 10     | 0      |
| gen.-giu. 2023     | Trento             | C                  | 18         | 0          | CI-C            | 0               | 0               | -                  | -                  | -                  | -           | -           | -           | 18     | 0      |
| 2023-2024          | Trento             | C                  | 11         | 0          | CI-C            | 0               | 0               | -                  | -                  | -                  | -           | -           | -           | 11     | 0      |
| Totale Trento      | Totale Trento      | Totale Trento      | 29         | 0          |                 | 0               | 0               |                    | -                  | -                  | -           | -           | -           | 29     | 0      |
| Totale carriera    | Totale carriera    | Totale carriera    | 279+9      | 9+1        |                 | 18              | 0               |                    | -                  | -                  |             | 1           | 0           | 305    | 10     |